# Nicolaus Olai Hiller
Nicolaus Olai Hiller, född på Åbyggeby i Hille socken, död 11 december 1688 i Stockholm, var en svensk bassångare.

## Biografi
Nicolaus Olai Hiller föddes på Åbyggeby i Hille socken. Efter att ha studerat vid Gävle trivialskola skrevs Hiller in vid Uppsala universitet hösten 1649. Från 1659 till sin död tjänstgjorde han som rector cantus vid Storkyrkan och trivialskolan i Stockholm. Hiller skrev även tillfällighetsdikter på svenska och latin. Han var bassångare i Kungliga Hovkapellet 1664–1674. Hiller avled 11 december 1688 i Stockholm.

## Familj
Hiller var gift med Sara Johansdotter Njure. De fick tillsammans barnen Olaus (född 1672), Jacob (född 1677) och Johan (född 1678).